# Rektozele
Der Begriff Rektozele beschreibt in der Humanmedizin eine Aussackung der Mastdarmvorderwand in die Scheide.

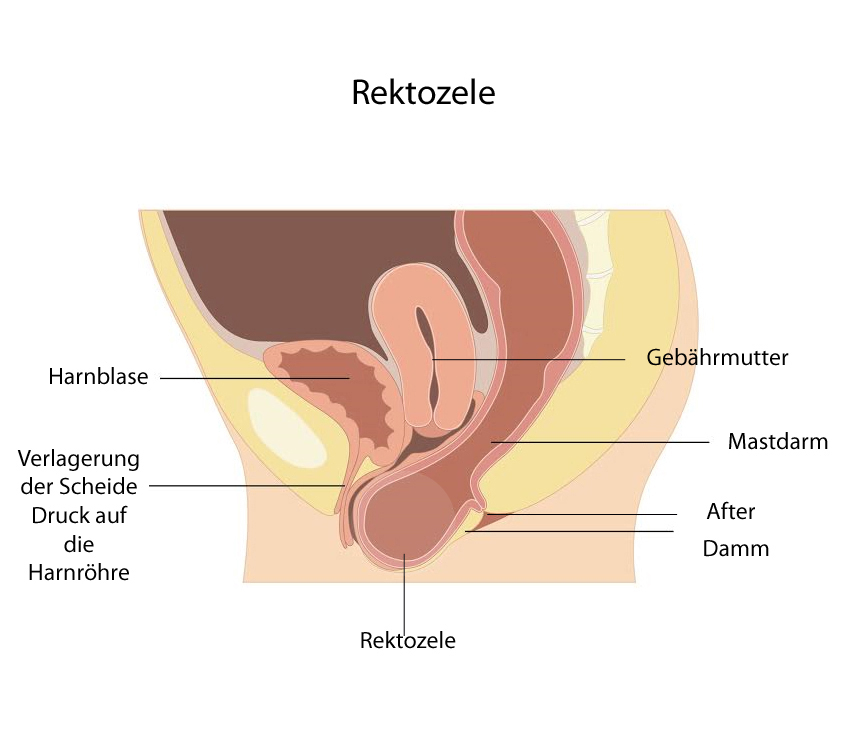
Rektozele

## Klassifikation
Im ICD-11 hat die Rektozele keine eigenen Code und wird für die weibliche anteriore Rektozele bei den Dysfunktionen des Beckenbodens geführt. Die posteriore (nach hinten reichende) männliche Rektozele wird dem Rektumprolaps zugerechnet.

## Entstehung
Im Rahmen einer Beckenbodensenkung kommt es zur Schwäche der Wandschichten zwischen Enddarm und Scheide (lat. Septum rectovaginale). Risikofaktoren sind Alter, Übergewicht, Verstopfung, vorausgegangene Operationen und vaginale Entbindungen.

## Symptome
Oft werden bei der gynäkologischen Untersuchung Rektozelen gefunden, die der Patientin keine Beschwerden machen. Treten doch Beschwerden auf, ist anfangs ein Druckgefühl im Beckenbereich, später ein Gefühl der unvollständigen Entleerung nach dem Stuhlgang und im weiteren Verlauf bei zunehmender Größe und Vorwölbung bzw. Aussackung ein Passagehindernis mit resultierender Verstopfung. In diesem Stadium helfen sich die Patientinnen charakteristischerweise mit manuellem Gegendruck von der Scheide her, um sich erfolgreich entleeren zu können.

## Behandlung
Eine kleine, asymptomatische Rektozele bedarf keiner weiteren Therapie. Bei relevanter Symptomatik empfiehlt sich therapeutisch zunächst ein konservatives (nicht operatives) Vorgehen. Hier stehen Abbau der Risikofaktoren, insbesondere Übergewicht und Rauchen, Regulierung des Stuhlgangs, Beckenbodentraining und die Behandlung mit einem Pessar an erster Stelle. Eine Hormonersatztherapie soll nicht zur Behandlung von Symptomen wie Inkontinenz und Senkungsbeschwerden eingesetzt werden. Eine lokale Behandlung der Scheidenschleimhaut mit östrogenhaltigen Präparaten kann jedoch sinnvoll sein.
Sollten diese Maßnahmen über einen längeren Zeitraum, bei konsequenter Anwendung und Ausschöpfung des gesamten konservativen Therapiespektrums zu keinem ausreichenden Erfolg führen, so sind gegebenenfalls operative Therapiemöglichkeiten zu erwägen. Die Frage, ob eine Operation sinnvoll ist, sollte sorgsam unter Hinzuziehung eines ausgewiesenen Spezialisten getroffen werden. Dabei müssen sich die Patientinnen entscheiden, ob sie sich einem Gynäkologen oder einem koloproktologisch orientierten Chirurgen anvertrauen wollen. Beide Fachrichtungen bieten unterschiedliche Operationsverfahren für die Rektozele an. Die Gynäkologie hat für die Rektozele die Technik der hinteren Scheidenplastik anzubieten, die Chirurgie Techniken wie die staplergestützte Vollwandresektion (STARR) oder die transanale, transperineale, endoskopische oder offene Rektopexie (Befestigung des Mastdarms). Wissenschaftlich durchgeführte Vergleichsbeobachtungen der unterschiedlichen Techniken existieren nicht.